# Neue Kaisermühle
Die Neue Kaisermühle ist ein Bauwerk in Darmstadt-Eberstadt. Aus architektonischen, industriegeschichtlichen und stadtgeschichtlichen Gründen ist das Bauwerk ein Kulturdenkmal.

## Geschichte und Beschreibung
Die Neue Kaisermühle ist eine seltene Industrie-Mühlenanlage des Historismus.
Das Anwesen besteht aus dem Mühlengebäude, dem Wohngebäude, dem Gesindehaus und der Scheune.
Auf dem Areal befindet sich eine weiträumige Gartenanlage mit einem Holzpavillon.
Das dreieinhalbgeschossige Industrie-Mühlengebäude ist ein kräftig dimensionierter Holz-Skelettbau mit umgebender Mauerschale aus rotem Klinker. Das Holz-Skelett ist jeweils auf Geschossebene durch acht Spannanker verklammert. Die Spitzbogenfenster bestehen aus gesprossten Industriemetallfenstern.
Die Mühlentechnik mit Turbine im Keller ist noch vorhanden.
Das dreigeschossige Wohngebäude aus roten Klinkern mit Schmuckfenstergewänden und Fensterverdachungen aus gelbem Sandstein besitzt eine historische Bauzier. Über dem Sockel und dem ersten Obergeschoss befinden sich Gesimsbänder. In der Mitte der Beletage, über dem über vier Treppenstufen führenden Mitteleingang, befindet sich ein bauchiger, schmiedeeiserner Balkon.
Der Holzpavillon besitzt ein Zeltdach mit Biberschwanzziegeln und einem Dachreiter aus Zinkblech.

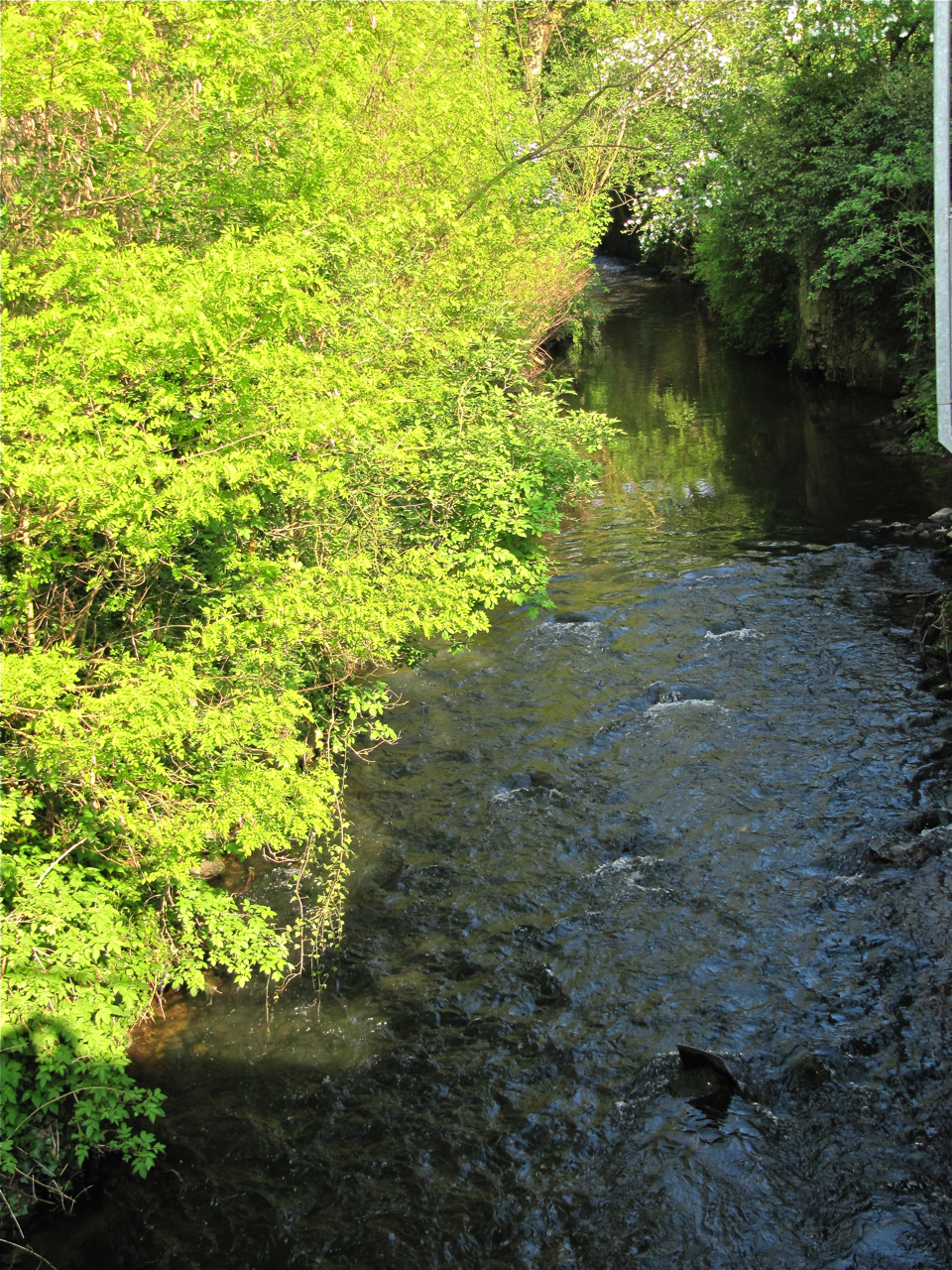
Modau an der Kaisermühle (2010)
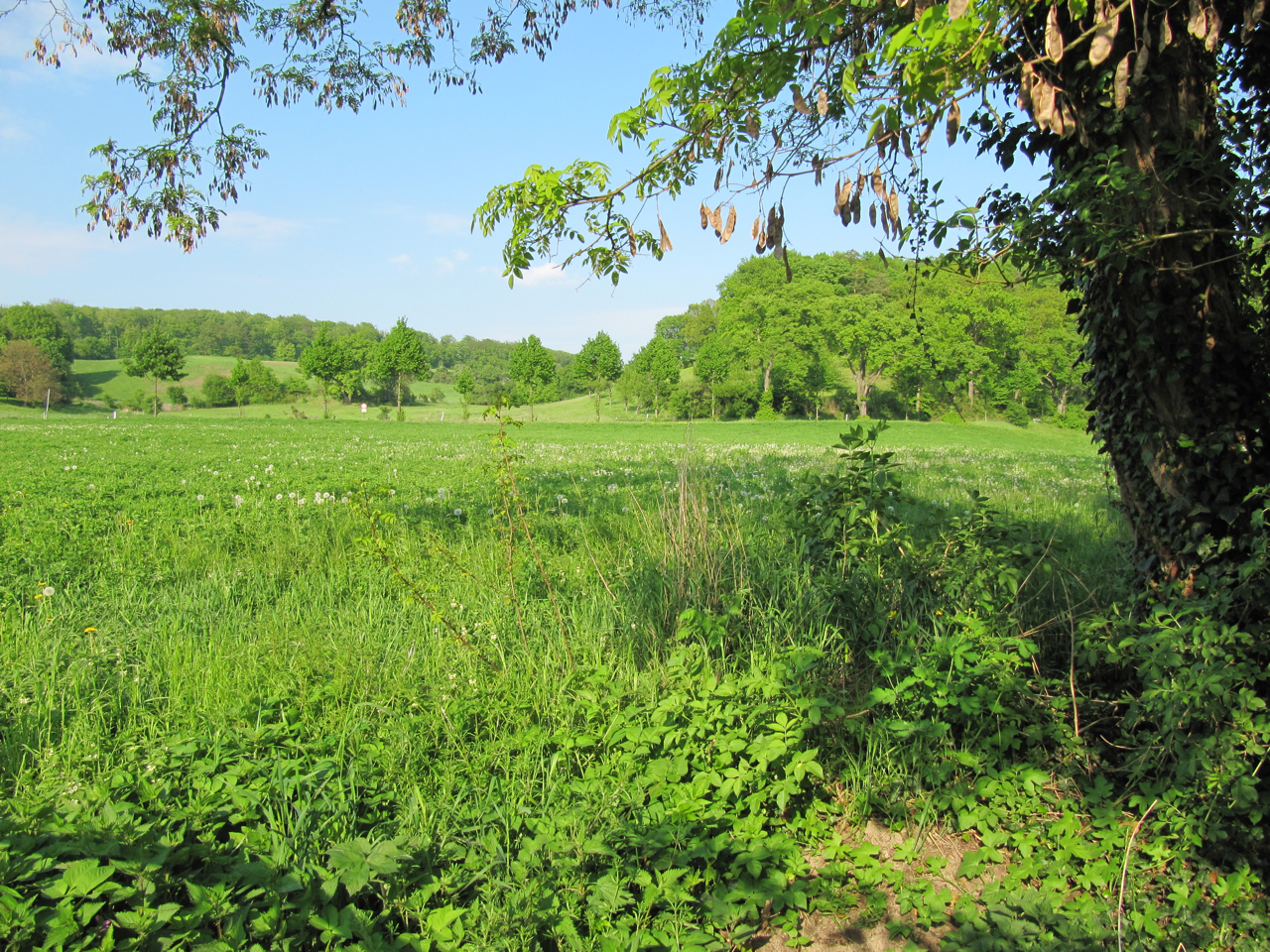
Modauaue an der Kaisermühle (2010)